# Telbisz Károly
Báró dr. Telbisz Károly (németül: Karl Telbisz, románul: Carol Telbisz, bolgárul: Карол Телбиз; Őscsanád, 1854. november 19. – 1914. július 14.) bánsági bolgár származású közéleti személyiség az Osztrák–Magyar Monarchiában, hosszú ideig Temesvár polgármestere.

## Pályafutása
Régi óbesenyői bánáti bolgár családból, a Telbiz családból származott. Jogi diplomát szerzett a Budapesti Tudományegyetemen, majd közigazgatási jogból doktori fokozatot a Bécsi Egyetemen. Bárói címet kapott.

1885-től 1914-ig Temesvárnak, a Bánság fővárosának polgármestere volt. Először négy évre választották meg, de ezt meghosszabbították. Hivatali ideje alatt jelentősen hozzájárult a város modernizációjához: elbontatta a régi erődítéseket, és a várost egy új, nyugat-európai városrendezési terv alapján formálta újjá, széles sugárutakkal, csatornázással, vezetékes vízellátással, közvilágítással és közösségi közlekedéssel. Temesváron létesült Magyarország első elsősegély-állomása, valamint a mai Románia területén az első aszfaltozott utca (1895) és az első villamos (1899). A vállalkozások megtelepedését 15 éves adómentességgel, ingyen telekkel és építőanyaggal támogatta. 
Kulcsszerepet vállalt dr. Telbisz Károly abban, hogy Magyarország kormánya Temesvárott nyissa meg az ország harmadik tudományegyetemét vagy második műegyetemét.
A városban erőmű, vágóhíd, téglagyár létesült, amelyek jelentősen hozzájárultak a helyi költségvetéshez. A hivatal kenyérgyárat és tejüzemet is alapított. Polgármesteri időszakának végén volt aki úgy ítélte, hogy Temesvár a Monarchia harmadik legjelentősebb városa Bécs és Budapest után.
1914-ben megbetegedett és elhunyt.

## Fordítás
- Ez a szócikk részben vagy egészben a Carol Telbisz című angol Wikipédia-szócikk ezen változatának fordításán alapul.  Az eredeti cikk szerkesztőit annak laptörténete sorolja fel. Ez a jelzés csupán a megfogalmazás eredetét és a szerzői jogokat jelzi, nem szolgál a cikkben szereplő információk forrásmegjelöléseként.